# Limea bronniana
Limea bronniana är en musselart som beskrevs av Dall 1886. Limea bronniana ingår i släktet Limea och familjen filmusslor. Inga underarter finns listade i Catalogue of Life.